# Eugene List
Eugene List (ur. 6 lipca 1918 w Filadelfii, zm. 1 marca 1985 w Nowym Jorku) – amerykański pianista.

## Życiorys
Urodził się w rodzinie imigrantów przybyłych z Ukrainy, nazwisko rodziny miało pierwotnie formę Lisnitzer. W dzieciństwie przeprowadził się wraz z rodzicami do Los Angeles, gdzie kształcił się w Sutro-Seyler Studios. Po raz pierwszy wystąpił publicznie jako pianista w wieku 12 lat, wykonując III Koncert fortepianowy c-moll Ludwiga van Beethovena z Los Angeles Philharmonic Orchestra pod batutą Artura Rodzińskiego. Od 1931 roku kształcił się w konserwatorium w Filadelfii u Olgi Samaroff, później uczył się w Juilliard School of Music w Nowym Jorku. W 1934 roku zagrał partię solową podczas amerykańskiej premiery I Koncertu fortepianowego Dmitrija Szostakowicza.
W czasie II wojny światowej służył jako ochotnik w US Army, dosłużył się stopnia sierżanta. W 1945 roku wystąpił z recitalem fortepianowym na konferencji poczdamskiej w obecności Trumana, Churchilla i Stalina. Od 1946 do 1980 roku regularnie występował w Białym Domu na zaproszenie kolejnych amerykańskich prezydentów. W latach 1964–1975 uczył w Eastman School of Music w Rochester. W 1964 i 1974 roku koncertował w ZSRR. Kilkukrotnie był jurorem Międzynarodowego Konkursu Pianistycznego im. Fryderyka Chopina.
Zginął tragicznie w trakcie przygotowań do koncertu z okazji 50. rocznicy swojego debiutu w Nowym Jorku, na skutek niefortunnego upadku ze schodów swojej nowojorskiej kamienicy.
Wykonywał głównie utwory mniej znanych kompozytorów, był miłośnikiem twórczości Louisa Moreau Gottschalka i przywrócił do repertuaru wiele jego dzieł. Odkrył i wydał Duo Sonata na skrzypce i fortepian Ferenca Liszta.
Od 1943 roku był żonaty ze skrzypaczką Carroll Glenn, z którą często wspólnie występował. W 1969 roku małżonkowie dokonali wspólnie pierwszego nagrania płytowego młodzieńczego Koncertu podwójnego na skrzypce i fortepian Felixa Mendelssohna.